# クリスティアン・ド・カストリ
クリスティアン・マリー・フェルディナン・ド・ラ・クロワ・ド・カストリ（フランス語: Christian Marie Ferdinand de la Croix de Castries, 1902年8月11日 - 1991年7月29日）は、フランスの軍人。
1902年にパリで誕生。19歳で軍隊に入隊。第二次世界大戦に従軍後、第一次インドシナ戦争におけるディエンビエンフーの戦いの司令官を務めるも、8週間の攻防戦の末に敗退。捕虜となって4ヶ月間拘束された。